# Gereja Kristen Indonesia
De Gereja Kristen Indonesia (Nederlands: Indonesische Christelijke Kerk) of GKI is de naam van verschillende protestants-christelijke denominaties in Indonesië.
Vaak wordt een nadere bepaling bij GKI vermeld, die de regio van de kerk aanduidt. Zo wordt er onderscheid gemaakt tussen GKI West-Java, GKI Midden-Java, GKI Oost-Java, GKI Noord-Sumatra en GKI Irian Jaya. 
Ook buiten Indonesië zijn er in vele landen kerken die 'Gereja Kristen Indonesia' heten, zoals in Nederland de Gereja Kristen Indonesia Nederland.